# 張師誠
張師誠（1762年9月11日—1830年2月8日），字心友，號蘭渚，浙江歸安（今屬湖州市）人，清朝政治人物，進士出身。

## 生平
張師誠生于乾隆二十七年（1762年）丑時。乾隆四十九年（1784年）乾隆帝南巡恩試，張師誠中第為舉人，乾隆五十五年（1790年）再高中進士，改翰林院庶吉士。散館授編修。嘉慶十一年（1806年）張師誠前往福建擔任福建巡撫。嘉慶十二年（1807年）他積極陳整飭兩地積弊事宜，並有效制止蔡牽及朱濆等海賊。嘉慶十四年（1809年）升任閩浙總督。同年，他與名將王得祿、邱良功合作會攻，徹底消滅蔡牽勢力，嘉慶十六年（1811年）又把本來為平埔族的噶瑪蘭地區（今宜蘭縣）置廳管轄。嘉慶十八年（1813年）他坐視福建詹天香民變，降級留任。嘉慶十九年（1814年）因該罪過降調江蘇巡撫，後又歷數官職，官至倉場侍郎，於道光十年（1830年）申時卒。

## 著作
- 《一西自記年譜》
- 《徑中徑又徑徵義》三卷

## 延伸阅读
[在维基数据编辑]
 《清史稿·卷146》
 《清史稿·卷359》，出自趙爾巽《清史稿》

## 外部連結
- 張師誠 （页面存档备份，存于） 中研院史語所

| 官衔          | 官衔                                                 | 官衔        |
| ------------- | ---------------------------------------------------- | ----------- |
| 前任： 溫承惠 | 福建巡撫 嘉慶十一年－嘉慶十九年任 （1806年－1814年） | 繼任： 陳預 |